# Galea flavidens
Galea flavidens — вид гризунів родини кавієвих, який мешкає в чагарниковій савані, на скелястих узвишшях і плато Бразилії до висот 1700 м над рівнем моря.